# Colleen Miller
Colleen Miller, nata Colleen Joy Miller (Yakima, 10 novembre 1932), è un'attrice statunitense.

## Biografia
Figlia di Elias e Lillian Miller, crebbe a Portland, Oregon, dove frequentò la Lincoln High School e si diplomò all'età di quindici anni. Da bambina studiò danza classica e, dopo la laurea, lavorò come danzatrice professionista in una compagnia di balletto di San Francisco, per poi trasferirsi a Las Vegas per lavorare al casinò Flamingo.
Mentre si esibiva a Las Vegas, fu notata da un talent scout che le procurò un contratto con Howard Hughes per la RKO Pictures. Fece la sua prima apparizione cinematografica nel film La città del piacere (1952), con Jane Russell, cui seguì il western I desperados della frontiera (1954), al fianco di Rory Calhoun e Nina Foch. Ottenne poi un ruolo da protagonista accanto a Shelley Winters e Barry Sullivan nel dramma Ragazze audaci (1954), in cui interpretò una ragazza di provincia che arriva a New York per fare la modella e finisce coinvolta in una sparatoria e in uno scandalo. Successivamente fu ingaggiata dalla Universal Pictures per recitare in due pellicole al fianco di Tony Curtis, La maschera di porpora (1955) e I corsari del grande fiume (1955).
Nel 1957 la Miller apparve in tre film, fra i quali La tragedia del Rio Grande, in cui recitò accanto a Jeff Chandler e Orson Welles,  dopodiché concluse la sua breve carriera con il western Sfida nella valle dei Comanche (1963), al fianco di Audie Murphy. Si ritirò dal mondo dello spettacolo, salvo per una breve apparizione non accreditata nel film Stand Up and Be Counted, diretto nel 1972 da Jackie Cooper.

### Vita privata
Nel 1955 la Miller sposò Ted Briskin, dal quale ebbe due figli e da cui divorziò nel 1975. L'anno successivo sposò Walter Ralphs, erede della catena statunitense di supermercati Ralphs. Il matrimonio durò fino alla morte di Ralphs nel 2010.

## Filmografia parziale

### Cinema
- La città del piacere (The Las Vegas Story), regia di Robert Stevenson (1952)
- Man Crazy, regia di Irving Lerner (1953)
- I desperados della frontiera (Four Guns to the Border), regia di Richard Carlson (1954)
- Ragazze audaci (Playgirl), regia di Joseph Pevney (1954)
- La maschera di porpora (The Purple Mask), regia di H. Bruce Humberstone (1955)
- I corsari del grande fiume (The Rawhide Years), regia di Rudolph Maté (1955)
- L'urlo del gabbiano (The Night Runner), regia di Abner Biberman (1957)
- Una calda notte d'estate (Hot Summer Night), regia di David Friedkin (1957)
- La tragedia del Rio Grande (Man in the Shadow), regia di Jack Arnold (1957)
- Sfida nella valle dei Comanche (Gunfight at Comanche Creek), regia di Frank McDonald (1963)
- Stand Up and Be Counted, regia di Jackie Cooper (1972)

### Televisione
- Four Star Playhouse - serie TV, episodio 2x07 (1953)
- Lux Video Theatre - serie TV, episodio 7x01 (1956)

## Doppiatrici italiane
- Rosetta Calavetta in La maschera di porpora, I corsari del grande fiume
- Miranda Bonansea in I desperados della frontiera
- Fiorella Betti in La tragedia del Rio Grande
- Daniela Nobili in Sfida nella valle dei Comanche (ridoppiaggio)